# Bruceomicetàcies
Les bruceomicetàcies (Bruceomycetaceae) són una petita família de fongs ascomicots liquenitzats (que formen líquens) de l'ordre dels lecanorals (Lecanorales). Conté dos gèneres, cadascun dels quals conté una única espècie.

## Taxonomia
La família va ser circumscrita pels liquenòlegs Jouko Rikkinen i Alexander Roland Schmidt el 2016 per contenir el gènere tipus, Bruceomyces, i el gènere Resinogalea. Tots dos gèneres són monotípics (que contenen una sola espècie). Bruceomyces castoris va ser descrita originalment per Rikkinen l'any 2003 com a Brucea castoris, però es va transferir a Bruceomyces el 2012 després que es descobrís que Brucea era un homònim menor d'un gènere de plantes. El nom del gènere Bruceomyces honora el liquenòleg estatunidenc Bruce McCune. Resinogalea humboldtensis es va descriure com una espècie nova per a la ciència el 2016.
Els autors van col·locar Bruceomyces i Resinogalea a la mateixa família a causa de les seves característiques físiques similars i la seva ecologia de substrat i hàbitat similars. La seva dissimilitud en l'estructura de les espores va ser la justificació per crear un nou gènere per a Resinogalea humboldtensis. Els autors, però, no van poder extreure amb èxit l'ADN d'exemplars de cap dels dos gèneres, i reconeixen que "la inclusió de Bruceomyces i Resinogalea a la mateixa família no resol la posició filogenètica d'aquests fongs enigmàtics", i suggereixen que algunes semblances amb els fongs Coniocybomycetespodria justificar una investigació addicional de les afinitats filogenètiques. Les bruceomicetàcies es va circumscriure originàriament sense situar-la en cap llinatge a un nivell taxonòmic superior (és a dir, ascomicots (Ascomycota) incertae sedis); les descripcions generals de la classificació dels fongs publicades des de llavors (2018, 2020 i 2024) han situat la família en l'ordre lecanorals (Lecanorales).

## Descripció
Les espècies de bruceomicetàcies tenen ascocarps són capitats (és a dir, amb un cap compacte distint anomenat capitulum). Un excípul (una capa en forma d'anell que envolta l'himeni) està al damunt de l'ascocarp; es forma com una extensió de la part exterior de la tija. La tija esvelta està formada per hifes que es disposen periclinalment (paral·lel a la superfície). Els ascs (estructures que porten espores) estan formats amb croziers; tenen una forma àmplia de maça amb una tija, que contenen vuit espores que sovint estan disposades en dues fileres. En la maduresa, els ascs alliberen les ascòspores en una massa en pols a la part superior del capitulum.
L'estructura de les ascòspores és la característica principal que separa el gènere Bruceomyces de Resinogalea . En els primers, són àmpliament el·lipsoïdals amb diferents ornamentacions superficials, mentre que en aquest últim són llisos amb una estructura de disc bicòncava similar a la dels glòbuls vermells.

## Hàbitat i distribució
Bruceomyces castoris va ser aïllat de la saba i la fusta mastegada de les cicatrius de les dents del castor a la base dels avets gegants vius a Oregon, Estats Units. Resinogalea humboldtensis es va trobar creixent a la resina parcialment endurida d'Araucaria humboldtensis a Nova Caledònia. Tots dos fongs es troben en ambients temperats constantment humits.